# Смирнов, Николай Фёдорович (лётчик)
Николай Фёдорович Смирнов (22 мая 1915, Кинешма — 4 января 2000, Монино) — Герой Советского Союза, командир звена 366-го бомбардировочного авиационного полка (219-я бомбардировочная авиационная дивизия, 4-я воздушная армия, Закавказский фронт), старший лейтенант.

## Биография
Родился 22 мая 1915 года в городе Кинешма ныне Ивановской области в семье рабочего. В родном городе окончил среднюю школу (ныне — Лицей имени Д. А. Фурманова). Русский. Член ВКП(б)КПСС с 1944 года. Окончил Костромской индустриальный техникум. Работал помощником механика на Яковлевском льнокомбинате в городе Приволжске Ивановской области.
Призван в Красную Армию в 1936 году и по комсомольской путёвке направлен в авиацию. В 1937 году окончил Ворошиловградскую военную авиационную школу лётчиков. Участник освободительных похода советских войск в Западную Украину и Западную Белоруссию 1939 года. Участник войны с Финляндией 1939—1940 годов. Летал на бомбардировщике СБ, весной 1941 года освоил новый бомбардировщик Пе-2. На нём прошёл всю войну.
Начало Великой Отечественной войны встретил на южных рубежах. Уже в июне 1941 года участвовал в налете на речной порт и железнодорожную станцию румынского города Галаца. С тяжёлыми боями отступали на восток. В одном из вылетов разбомбил мост через реку Днепр, чем задержал наступление гитлеровцев на этом участке фронта. Цель была на пределе радиуса действия Пе-2, на свой аэродром экипаж вернулся на последних каплях горючего. После боя с истребителями на самолёте насчитали более 200 пробоин.
К ноябрю 1942 года старший лейтенант Смирнов совершил около 300 боевых вылетов на разведку и бомбардировку важных объектов и скоплений войск противника и был представлен к геройскому званию.
Лётчик-бомбардировщик, а позднее — разведчик Смирнов прошёл победный путь от Северного Кавказа до города Штеттина. Участвовал в освобождении Крыма, Белоруссии, сражался в небе Восточной Пруссии, Польши. Как разведчик совершил 142 вылета в глубокий тыл противника. Экипаж Смирнова вывел из строя 55 вражеских танков, свыше 300 автомашин, 45 железнодорожных вагонов с воинским грузом и техникой. Уничтожил свыше 500 вражеских солдат. За успешные боевые действия и высокую боеспособность экипажа, личное мужество награждён несколькими боевыми орденами.

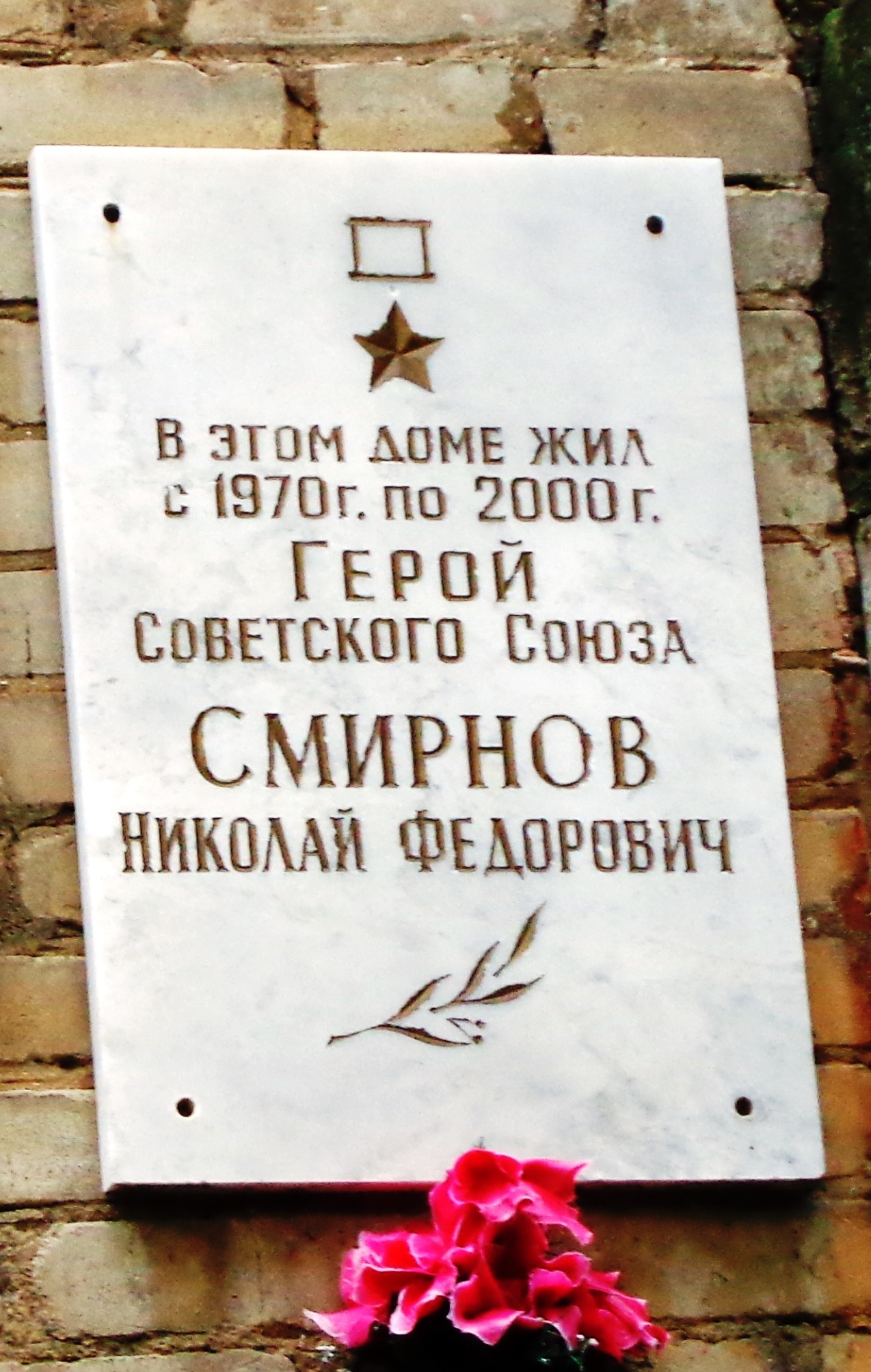
Мемориальная доска на доме № 7 по улице Авиационная в посёлке Монино Московской области

После войны остался в военной авиации. В 1949 году окончил Военно-воздушную академию, в 1956 году — Военную академию Генштаба. Служил в войсках, затем преподавал в Военно-воздушной академии имени Ю. А. Гагарина. С 1970 года полковник Н. Ф. Смирнов — в запасе.
Жил в посёлке Монино Щёлковского района Московской области.
Умер 4 января 2000 года. Похоронен на Гарнизонном кладбище в посёлке Монино.

## Награды
- Указом Президиума Верховного Совета СССР от 1 мая 1943 года за образцовое выполнение заданий командования и проявленные мужество и героизм в боях с немецко-фашистскими захватчиками старшему лейтенанту Смирнову Николаю Фёдоровичу присвоено звание Героя Советского Союза с вручением ордена Ленина и медали «Золотая Звезда» (№ 1002).
- Награждён 3 орденами Красного Знамени, орденом Александра Невского, 2 орденами Отечественной войны 1-й степени, орденом Красной Звезды, медалями.

## Память
- На доме № 7 по улице Авиационная в посёлке Монино Московской области установлена мемориальная доска.